# Puccinia chrysanthemi
Puccinia chrysanthemi är en svampart som beskrevs av Roze 1900. Puccinia chrysanthemi ingår i släktet Puccinia och familjen Pucciniaceae.   Inga underarter finns listade i Catalogue of Life.